# جک دل ریو
جک لوئیس دل ریو جونیور (زاده ۴ آوریل ۱۹۶۳) یک مربی فوتبال آمریکایی است که هماهنگ‌کننده دفاعی فرماندهان واشینگتن در لیگ ملی فوتبال (NFL) است. او قبل از اینکه در دور سوم درفت NFL در سال ۱۹۸۵ توسط نیواورلئان سنتز فراخوانده شود، به عنوان مدافع خط در دانشگاه کالیفرنیای جنوبی فوتبال کالج بازی کرد. او همچنین قبل از بازنشستگی در سال ۱۹۹۶ برای چهار تیم دیگر NFL بازی کرد.
دل ریو کار مربیگری خود را به عنوان دستیار در قدیس در سال ۱۹۹۷ آغاز کرد. سپس در سال ۱۹۹۹ به عنوان مربی خط دفاعی به بالتیمور ریونز ملحق شد، جایی که او بخشی از تیم برنده Super Bowl XXXV آنها بود که نیویورک جاینتز را شکست داد. دل ریو پس از حضور در یک فصل به عنوان هماهنگ‌کننده دفاعی کارولینا پانترز، در سال ۲۰۰۳ سرمربی جکسونویل جگوارز شد. او قبل از اینکه بعد از فصل ۲۰۱۱ اخراج شود، رکورد ۶۸–۷۱ و دو بازی پلی آف را با آنها به دست آورد.
دل ریو قبل از اینکه در سال ۲۰۱۵ سرمربی تیم اوکلند رایدرز شود، به عنوان هماهنگ‌کننده دفاعی دنور برونکوس برای سه فصل آینده خدمت کرد. او قبل از اخراج پس از فصل ۲۰۱۷، رکورد ۲۵–۲۳ را با رایدرها به دست آورد. او قبل از پیوستن به فرماندهان واشینگتن به عنوان هماهنگ‌کننده دفاعی آنها در سال ۲۰۲۰، دو سال بعد را به عنوان تحلیلگر NFL برای ESPN گذراند.
جک لوئیس دل ریو جونیور در کاسترو ولی، کالیفرنیا از پدری اسپانیایی تبار و مادری ایتالیایی-آمریکایی به دنیا آمد. او در دبیرستان هیوارد در هیوارد، کالیفرنیا تحصیل کرد و در آنجا به یک ورزشکار سه رشته ورزشی برجسته تبدیل شد و افتخارات تمام ایالتی را در فوتبال، بیسبال و بسکتبال به دست آورد.
در فوتبال، دل ریو به تیمش کمک کرد تا قهرمانی بخش 2A ساحل شمالی را کسب کند. در بیسبال، اگرچه او بازیکن اولیه بود، اما در یک بازی از جک به عنوان پرتاب کننده استفاده شد و در بازی پلی آف مقابل Mission San Jose-Fremont 16 ضربه را زد. جک و مدیر آینده سیاتل مارینرز دون واکاماتسو در بیسبال و فوتبال هم تیمی بودند.
دل ریو در دور بیست و دوم (مجموع ۵۵۰) پیش نویس MLB 1981، توسط تیم تورنتو بلو جیز خارج از دبیرستان انتخاب شد، اما به جای آن تصمیم گرفت که بورسیه تحصیلی دانشگاه کالیفرنیای جنوبی را برای بازی فوتبال و بیسبال بپذیرد. در بیسبال، دل ریو به عنوان یک شروع کننده دو ساله در تیمی بود که شامل بازیکنان آینده لیگ برتر بیسبال، مارک مک گوایر و رندی جانسون، و همچنین دیمون اوپنهایمر، مدیر اجرایی آینده بیسبال بود.
دلریو چهار سال شروع کننده در فوتبال بود. در نوجوانی، او در سال ۱۹۸۳ به تیم سوم آمریکا راه یافت. به عنوان یک بازیکن ارشد، دل ریو افتخارات همه آمریکایی را به دست آورد، نایب قهرمان جایزه لومباردی شد که به بهترین بازیکن خط یا خط دفاعی کشور داده شد، و به همراه تیم گرین ، یکی از اعضای تیم گرین، MVP رز بول انتخاب شدند. او با ۳۴۰ تکل، از جمله ۵۸ تکل برای باخت، دوران دانشگاهی خود را به پایان رساند. دل ریو در سال ۱۹۸۴ به تیم دوم All-Pac-10 معرفی شد، اولین باری که در دوران دانشگاهی خود به تیم اول راه پیدا نکرد.

## شغل حرفه ای

### نیواورلئان سنتز
دل ریو توسط نیواورلئان سنتز در دور سوم (مجموع 68) NFL ۱۹۸۵ انتخاب شد. او همچنین توسط لس آنجلس اکسپرس در پیش نویس منطقه ای USFL در سال ۱۹۸۵ انتخاب شد. جک به‌عنوان یک بازیکن تازه‌وارد، ۹ بازی را در سمت راست خط دفاعی انجام داد، با پنج ریکاوری سریع (شامل یک تاچ داون برای ۲۲ یارد) و تمام رکوردهای بازیکنان جوان NFL را به دست آورد. دل ریو همچنین ۶۸ تکل، ۵ پاس دفاعی و ۳ فورس فامبل جمع‌آوری کرد. در سال ۱۹۸۶، دل ریو در فصل بعدی، جایگاه موفق خود را به آلوین تولز داد و تنها ۲۰ تکل در طول فصل ثبت کرد.

### کانزاس سیتی چف
در آگوست ۱۹۸۷، دل ریو برای دور پنجم با عنصر دفاعی سابق Saints، جان پل یانگ، به کانزاس سیتی چیفس مبادله شد. او ۹ بازی را در خط دفاعی بیرونی شروع کرد، با ۴۵ تکل، دو ساکس و یک فورس فامبل.
در آن فصل، بازیکنان NFL در سپتامبر، پس از هفته دوم، دست به اعتصاب زدند. در طول این مدت، دل ریو و هم‌تیمی‌هایش در خارج از ورزشگاه اروهد تجمع می‌کردند و مراقب بازیکنان جایگزینی بودند که قصد ورود به این مرکز را داشتند. او اوتیس تیلور، گیرنده سابق چیفز را با بازیکن جدید اشتباه گرفت و به او حمله کرد. در آن زمان، تیلور ۴۵ ساله پیشکسوت باشگاه چفس بود و دوازده سال بود که بازنشسته شده بود. تیلور بعداً اتهاماتی را مطرح کرد ولی از ادامه دادن دادگاه منصرف شد.
دل ریو در سال ۱۹۸۸ ده بازی را در سمت چپ خط دفاعی خارجی آغاز کرد و ۷۷ تکل، یک اخراج و یک پاس دفاعی ثبت کرد. او در ۲۹ اوت ۱۹۸۹ بازیکن آزاد شد.

### دالاس کابوی
در ۳۰ آگوست ۱۹۸۹، دل ریو از دالاس کابوی‌ها تقاضای بخشش کرد. او در پنجمین بازی مقابل گرین بای پکرز به عنوان بازیکن شروع کننده خط دفاعی قدرتمند انتخاب شد، جایی که از ناحیه ساق پا دچار کبودی شد که مجبور شد دو بازی بعدی را از دست بدهد. دل ریو دوازده مسابقه را در خط دفاعی قدرتمند آغاز کرد، در حالی که در هشت بازی پایانی موقعیت را با دیوید هاوارد به اشتراک گذاشت، در کوارترهای اول و سوم بازی کرد، فصل را با ۵۸ تکل، دو ریکاوری سریع به پایان رساند (شامل یکی از آنها برای یک تاچ داون ۵۷ یاردی بازگشت ) و یک پاس دفاع کرد.
در سال بعد، دل ریو تمام شانزده بازی را در خط دفاعی قوی شروع کرد، با انجام ۱۰۴ تکل (سوم نفر تیم)، ۱٫۵ ساکس، ۴ کوارتریک و دو پاس دفاعی. در سال ۱۹۹۱، دل ریو جایگزین یوجین لاکهارت به عنوان استارتر مدافع خط میانی شد، در حالی که تیم را با ۱۳۰ تکل مجموع، ۵۳ پاس منجر به گل و ۷۷ تکل انفرادی هدایت کرد.
در دهه ۱۹۹۰، سازمان Cowboys احساس کرد که می‌تواند از پرداخت حق بیمه جلوگیری کند و با کم کردن بازیکنان خط دفاعی، بر سقف دستمزد تأثیر منفی بگذارد، بنابراین آنها به بازیکنانی مانند دل ریو، کن نورتون جونیور، دارین اسمیت، دیکسون ادواردز، رابرت جونز و رندال گادفری اجازه خروج رایگان دادند.

### وایکینگ‌های مینه سوتا

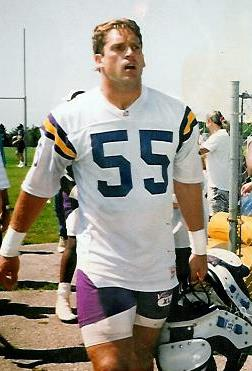
دل ریو با وایکینگ‌ها (دهه ۱۹۹۰)

در ۴ مارس ۱۹۹۲، دل ریو به عنوان بازیکن آزاد با مینه سوتا وایکینگز قرارداد امضا کرد. او سه سال متوالی تیم را در تکل‌ها رهبری کرد و در سال ۱۹۹۵ در Pro Bowl انتخاب شد. در سال ۱۹۹۵ در بازی مقابل شیکاگو بیرز از ناحیه زانو آسیب دید و در آن فصل فقط یک بازی دیگر انجام داد.

### دلفین میامی
در ۲ ژوئن ۱۹۹۶، دل ریو قراردادی یک ساله با دلفین‌های میامی امضا کرد و او را با جیمی جانسون، سرمربی سابق کابوی‌ها، دوباره متحد کرد. در ۴ آگوست، او پس از قرار گرفتن در نمودار عمق توسط زک توماس تازه‌کار، آزاد شد. دل ریو با ۱۶۰ بازی (۱۲۸ شروع)، ۱۰۰۵ تکل، ۱۳ اخراج و ۱۳ قطع توپ، کار خود را به پایان رساند. 

### آمار NFL
منبع:

## حرفه مربیگری
دل ریو در سال ۱۹۹۷ توسط مایک دیتکا سرمربی نیواورلئان سنتز به عنوان مربی قدرت و آمادگی تیم استخدام شد و سال بعد به سمت مربی خط دفاعی رفت. در سال ۱۹۹۹، او همان شغل را با بالتیمور ریونز آغاز کرد. دل ریو تا حدودی مدیون موفقیت بازی Ravens's Super Bowl در دفاع، به ویژه در فصل ۲۰۰۰ است. پس از فصل ۲۰۰۱، او به عنوان هماهنگ‌کننده دفاعی کارولینا پانترز انتخاب شد و در اولین فصل خود، در سال ۲۰۰۲، دل ریو آنها را به رتبه دوم دفاعی لیگ با مجموع یارد رساند.

### جکسونویل جگوار

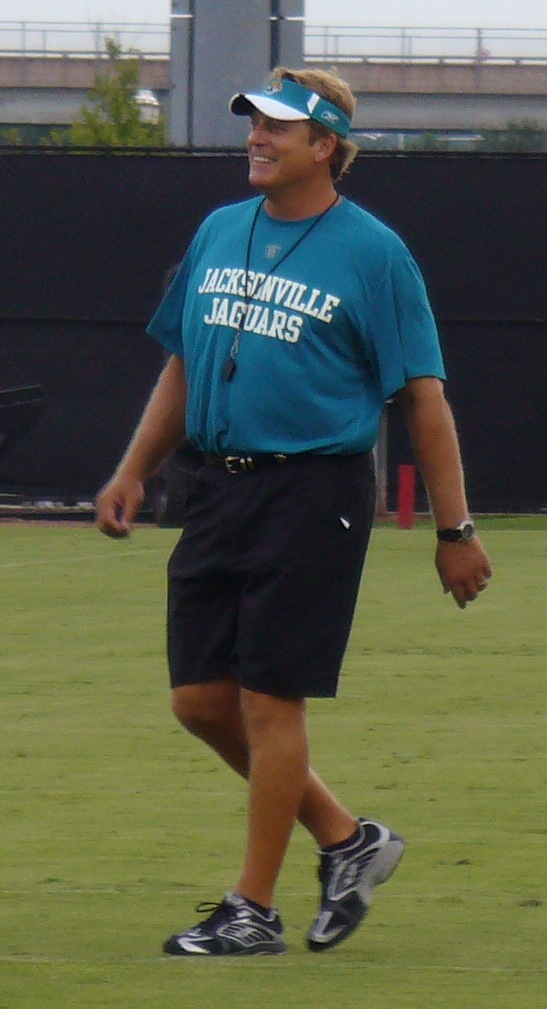
دل ریو در سال ۲۰۰۸ به عنوان سرمربی جکسونویل جگوارز

در سال ۲۰۰۳، پس از اخراج تام کوفلین، دل ریو دومین سرمربی جکسونویل جگوارز شد. در اولین فصل خود، تیم را به رکورد ۵–۱۱ رساند. در آن سال، جکسونویل فصل را با دفاع راش رتبه دوم و ششمین بهترین دفاع کلی را به پایان رساند و در سال قبل به ترتیب در رده‌های ۲۵ و ۲۰ در این دو دسته قرار داشت. در سال ۲۰۰۴، جگوارها با رکورد ۹–۷ به سختی از مرحله پلی آف بازماندند که اولین رکورد پیروزی در پنج فصل بود. در فصل بعد، این تیم برای اولین بار پس از صعود به عنوان قهرمانی AFC در سال ۱۹۹۹، به پلی آف راه یافت. آنها به عنوان کارت وحشی واجد شرایط شدند. با این حال، فصل با شکست ۲۸–۳ به نیوانگلند پاتریوتز به پایان رسید.
منظور از عبارت «به خرد کردن چوب ادامه دهید» که توسط دل ریو در طول فصل معرفی شد، نشان داد که چگونه تیم به آرامی موانع بزرگ پیش روی خود را از بین می‌برد. دل ریو یک کنده و تبر چوبی را در رختکن جگوارها به عنوان نمادی از فریاد رالی خود قرار داد. بعد از اینکه هم تیمی‌هایش با تبر روی چوب تاب می‌خوردند، کریس هانسون، بازی‌کننده، از این کار پیروی کرد و پای او را به شدت زخمی کرد. هانسون بقیه فصل ۲۰۰۳ را از دست داد و مارک رویالز جایگزین او شد.
پس از از دست دادن بازی‌های پلی آف در سال ۲۰۰۶، جکسونویل بایرون لفتویچ را به نفع دیوید گارارد حذف کرد. این تیم در سال ۲۰۰۷ با پیروزی در اولین بازی پلی آف خود از سال ۱۹۹۹ به پلی آف بازگشت. در ۳ آوریل ۲۰۰۸، قرارداد دل ریو با جگوارها تا فصل ۲۰۱۲ تمدید شد.
در ۱۱ ژانویه ۲۰۱۰، دل ریو به عنوان سرمربی در USC، دانشگاه او پیشنهاد شد. روز بعد او دریافت پیشنهاد از USC را رد کرد و اظهار داشت که این پیشنهاد «ساخت شده» است. بعد از ظهر همان روز، او رسماً USC را رد کرد و اعلام کرد که حداقل در طول مدت قرارداد فعلی خود در جگوار باقی خواهد ماند.
در ۲۹ نوامبر ۲۰۱۱، دل ریو از سرمربیگری جکسونویل اخراج شد. او با رکورد فصل عادی ۶۸–۷۱ و یک رکورد ۱–۲ در دو بازی پلی آف در طول ۹ سال حضورش ترک کرد. دل ریو از سال‌های حضورش در جگوارها، رکورد طولانی‌ترین دوره حضور در لیگ ملی فوتبال آمریکا را در بین سرمربی‌های دیگر دارد که هرگز عنوانی در بخش لیگ کسب نکرده‌است.

### دنور برونکوس
در ۲۷ ژانویه ۲۰۱۲، دل ریو به عنوان هماهنگ‌کننده دفاعی جدید دنور برونکوس استخدام شد. در هفته دوم، دل ریو به دلیل سرزنش مقامات جایگزین، ۲۵۰۰۰ دلار جریمه شد. در ۴ نوامبر ۲۰۱۳، زمانی که جان فاکس سرمربی به دلایل پزشکی کنار گذاشته شد، دل ریو وظایف سرمربی را به عهده گرفت و برای چندین بازی به عنوان سرمربی موقت معرفی شد.

### اوکلند رایدرز
در ۱۴ ژانویه ۲۰۱۵، دل ریو به عنوان سرمربی جدید اوکلند رایدرز استخدام شد و جایگزین دنیس آلن اخراج شده (که اتفاقاً پیش از او به عنوان هماهنگ‌کننده دفاعی برانکوها بود) و سرمربی موقت تونی اسپارانو را گرفت.
در سال ۲۰۱۶، دل ریو رایدرز را به رکورد ۱۲–۴ رساند و این تیم برای اولین بار از سال ۲۰۰۲ به پلی آف راه یافت. آنها در راند وایلد کارت به هیوستون تگزاس باختند.
در ۱۰ فوریه ۲۰۱۷، دل ریو قرارداد خود را برای مدت ۴ سال تمدید کرد. دل ریو پس از باخت ۳۰–۱۰ رایدرز به لس آنجلس چارجرز در فینال فصل عادی ۲۰۱۷ اخراج شد و با رکورد ۶–۱۰ به پایان رسید.
در سال ۲۰۱۹، او در نظر داشت تا هماهنگ‌کننده دفاعی سینسیناتی بنگالز شود، اما مذاکرات در نهایت پس از اینکه سرمربی جدید زک تیلور تصمیم گرفت او مناسب نیست، پایان یافت.

### تیم فوتبال واشینگتن / فرماندهان
در ۲ ژانویه ۲۰۲۰، دل ریو توسط تیم فوتبال واشینگتن، که در آن زمان با نام سرخ پوستان شناخته می‌شد، استخدام شد تا به عنوان هماهنگ‌کننده دفاعی آنها تحت سرمربیگری ران ریورا، خدمت کند. دلریو طرح دفاعی خود را از ۳–۴ که تیم در دهه گذشته از آن استفاده کرده بود، به ۴–۳ تغییر داد.

## درخت مربی
دل ریو زیر نظر چهار سرمربی کار کرده‌است:
- مایک دیتکا، نیواورلئان سنتز (۱۹۹۷–۱۹۹۸)
- برایان بیلیک، بالتیمور ریونز (۱۹۹۹–۲۰۰۱)
- جان فاکس، کارولینا پانترز (۲۰۰۲)، دنور برونکوس (۲۰۱۲–۲۰۱۴)
- ران ریورا، تیم فوتبال واشینگتن / فرماندهان (۲۰۲۰–اکنون)

هشت نفر از کمک مربیان دل ریو در NFL یا NCAA سرمربی شدند:
- برایان ونگودر، جورجیا جنوبی (۲۰۰۶)
- مایک اسمیت، آتلانتا فالکونز (۲۰۰۸–۲۰۱۴)
- تام ویلیامز، ییل (۲۰۰۹–۲۰۱۱)
- مل تاکر، جکسونویل جگوارز (۲۰۱۱، موقت)، کلرادو (۲۰۱۹)، ایالت میشیگان (۲۰۲۰–اکنون)
- تاد مونکن، خانم جنوبی (۲۰۱۳–۲۰۱۵)
- دیرک کوتر، تامپا بی باکانرز (۲۰۱۶–۲۰۱۸)
- آنتونی لین، بوفالو بیلز (۲۰۱۶، موقت)، لس آنجلس چارجرز (۲۰۱۷–۲۰۲۰)
- آلوین رینولدز ، بنتلی (۲۰۲۲، موقت)

یکی از مدیران دل ریو مدیر کل NFL شد:
- Shaun Herock , Oakland Raiders (2018، موقت)

## جوایز و افتخارات
- انتخاب به تالار مشاهیر ورزشی USC (2014)[۳۳]
- جایزه سالگرد نقره ای NCAA (2010)
- قهرمان سوپر بول (XXXV) به عنوان مربی
- انتخاب All-Pro (1994)
- انتخاب کاسه حرفه ای (۱۹۹۴)
- تیم تازه‌کار NFL (1985)
- Saints' Rookie of the Year (1985)
- CO-MVP رز بول (1985)[۳۴]
- افتخارات سراسر آمریکا به عنوان یک ارشد (۱۹۸۴)
- جایزه پاپ وارنر (۱۹۸۴)

## زندگی شخصی

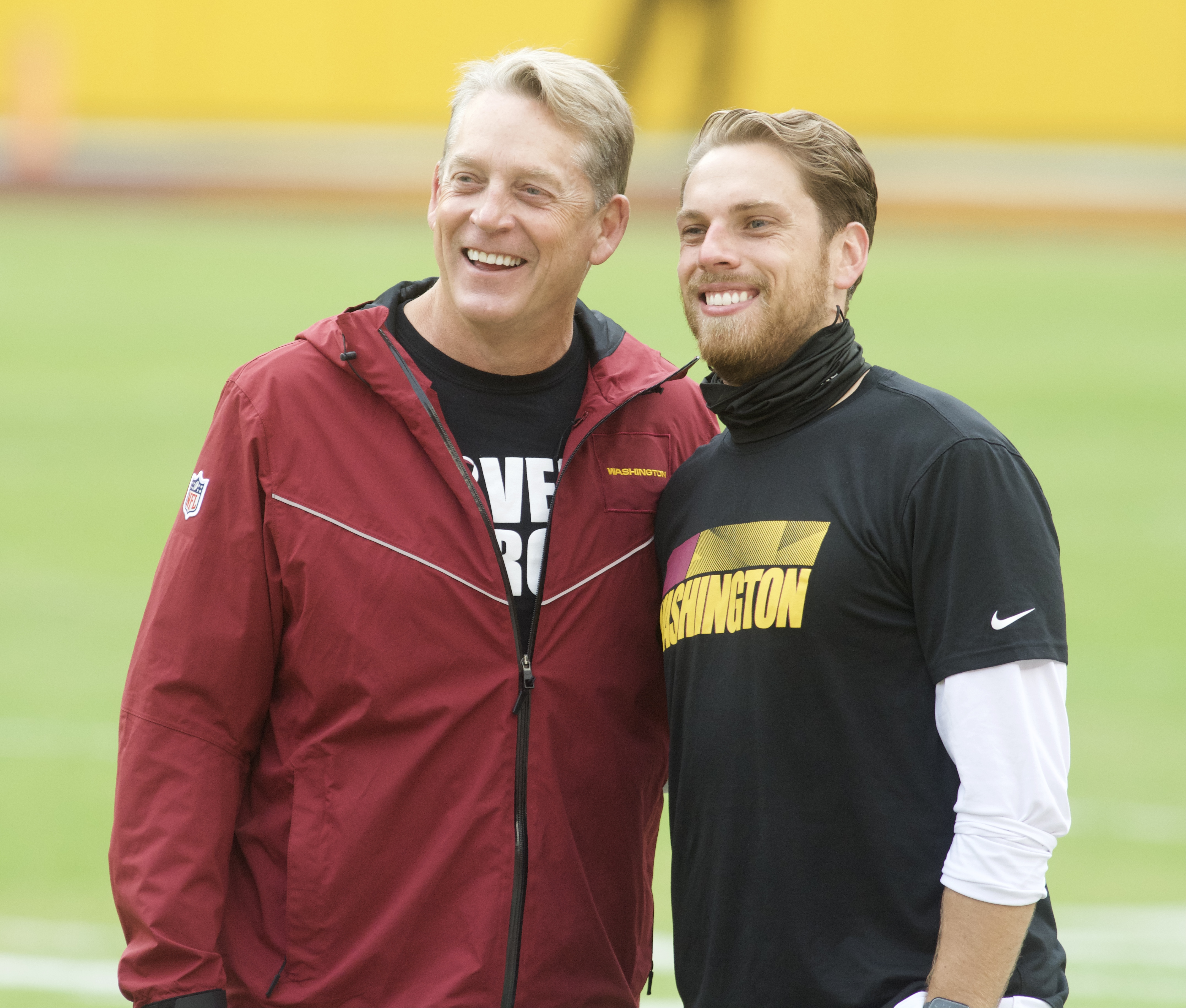
دل ریو با پسرش لوک، ۲۰۲۰

دل ریو در سال ۱۹۹۰ مدرک کارشناسی خود را در رشته علوم سیاسی از دانشگاه کانزاس در حالی که بازیکن تیم کانزاس سیتی چیفز بود به دست آورد. در سال ۲۰۱۵، دل ریو وارد تالار مشاهیر ورزشی USC شد. در سال ۲۰۱۹، دل ریو به عنوان یک تحلیلگر برای ESPN کار کرد. پسر او، لوک، در اواسط دهه ۲۰۱۰ یک بازیکن فوتبال کالج برای تیم فلوریدا گیتورز بود و یک مربی کنترل کیفیت تهاجمی برای فرماندهان واشینگتن است.

## یادداشت
1. ↑  Some sources say he recorded 1,078 tackles and 12 sacks[۱۸][۱۹]